# La Ceiba, Tapachula
La Ceiba är en ort i Mexiko.   Den ligger i kommunen Tapachula och delstaten Chiapas, i den sydöstra delen av landet, 900 km sydost om huvudstaden Mexico City. La Ceiba ligger 122 meter över havet och antalet invånare är 110.
Terrängen runt La Ceiba är lite kuperad. Runt La Ceiba är det ganska tätbefolkat, med 239 invånare per kvadratkilometer. Närmaste större samhälle är Tapachula, 3,9 km norr om La Ceiba. Trakten runt La Ceiba består till största delen av jordbruksmark.